# Aut aut (rivista)
aut aut è una rivista trimestrale di filosofia e cultura, di argomento fenomenologico, nata nel 1951.

## Storia
La rivista nasce in via Soperga 54, a Milano, a casa di Enzo Paci; nel 1952 ha un suo editore, Taylor di Torino, nel 1957 passa alle edizioni Mantovani, nel 1958 alla Kairos. Dal 1961 e per un decennio l'editore sarà Arrigo Lampugnani Nigri di Milano. Nel 1963 cambia la veste grafica (la copertina viene disegnata da Bob Noorda) e la distribuzione viene assunta dalla Mondadori. Nel 1965 inizia il rapporto con La Nuova Italia di Firenze che fino al 1972 si limita a distribuire "aut aut", ma che dopo questa data ne diviene l'editore (con il frammezzo di qualche fascicolo azzurrino pubblicato dalla Praxis di Milano). Dal 1974 fino al 2004 la rivista mantiene inalterato il suo assetto editoriale (con il passaggio interno nel 1998 alla RCS di Milano) e la veste grafica (copertina rossa ecc.). Nel 2004 "aut aut" passa al Gruppo editoriale il Saggiatore, cambiando anche la sua veste grafica.
La direzione e la redazione restano comunque sempre a Milano, nella prima fase seguendo Paci da via Soperga a via Burlamacchi. Fin dall'inizio Paci chiama accanto a sé, come redattore capo, Gillo Dorfles; poi si forma (nel 1957) un comitato di redazione con Ludovico Actis Perinetti, Glauco Cambon, Gillo Dorfles, Luigi Rognoni e Giuseppe Semerari; dal 1959 al 1967 Giovanni Raboni opera come segretario di redazione. A partire dal 1968 questo ruolo è tenuto da Pier Aldo Rovatti e da Salvatore Veca, entrambi allievi di Paci. Nel 1972, si avrà una direzione a tre e poi nel 1974 a due (Paci-Rovatti). Sono gli anni travagliati della malattia di Enzo Paci, che muore nel 1976.
Da questa data la proprietà della rivista rimane a sua figlia Francesca Romana. La direzione si sposta in via Curti (poi passerà in via Catalani, in via Pacini e infine in via Melzo, dove è oggi) e prende corpo un nuovo assetto redazionale. In realtà il vecchio comitato già da molti anni aveva cessato di funzionare come tale e la rivista ruotava tutta intorno alla persona di Paci; dopo la sua morte un gruppo aperto di collaboratori prende a riunirsi con periodicità quindicinale svolgendo insieme il ruolo di direzione e di redazione: alle riunioni partecipa una ventina (talvolta anche più) di collaboratori, più o meno giovani, più o meno conosciuti. Da questa conduzione quasi assembleare comincia ad assumere forma l'attuale redazione costituita da una decina di persone: siamo nel gennaio 1983; con qualche sostituzione e qualche immissione si tratta del medesimo gruppo che compare oggi nel colophon della rivista. Le riunioni mensili vengono ospitate prima nella sede del mensile "alfabeta", per breve tempo presso la Casa della Cultura, e per un paio di anni presso l'ISU di via Pantano.
Attualmente si svolgono presso la redazione della rivista in via Melzo. Il gruppo redazionale si è fatto promotore di seminari interni e di una serie di incontri pubblici a partire dal lavoro della rivista. Va ricordato che tale gruppo si è mantenuto completamente autonomo da qualunque vincolo istituzionale.

## Argomenti
aut aut, pur presentando in primo piano argomenti filosofici, ha sempre presentato anche validi saggi su argomenti svariati, dalla letteratura alla sociologia e alla linguistica. La struttura della rivista si è mantenuta negli anni divisa in sezioni, fra le quali facevano da spicco la sezione "Saggi" e la sezione "Prospettive", accompagnate dalle "Note e segnalazioni" e dalle "Cronache".
Negli anni sessanta una rubrica "Il senso della parole", curata direttamente da Paci, metteva a fuoco i problemi attuali della discussione filosofica, via via che si presentavano al pensiero contemporaneo, il titolo della rubrica ha poi dato nome a speculazioni successive durante gli anni novanta.
"aut aut", nel corso del tempo prende in esame autori come Whitehead (n. 90, 1965), Dewey, Bloch (n. 173-174, 1979), oltre ai gruppi tra i più significativi dell'epoca, in fascicoli speciali come "Psicanalisti e fenomenologia" (n. 92, 1966), Hegel, Husserl, Cassirer (n. 101, 1967), la fenomenologia husserliana (n. 92, 1966), Lacan (n. 177-178, 1980, n. 343 2009 e n. 387, 2020), Benjamin (n. 189-190, 1982), "Il pensiero debole" (n. 201, 1984), Deleuze (n. 276, 1996 e n. 277-278, 1997), Zambrano (n. 279, 1997), "internet" e "virtualità" (n. 289-290, 1999 e n. 347, 2010), Wittgenstein (n. 304, 2001), Bateson (n. 313-314, 2003), Derrida (n. 327, 2005 e n. 368, 2015), il ruolo e la funzione della televisione (n. 337, 2007), Michel Foucault (n. 323, 2004, n. 331, 2006, n. 351, 2011 e n. 362, 2014), Elvio Fachinelli (n. 352, 2011), Ernesto De Martino (n. 366, 2015), Georges Bataille (n. 378, 2018), Gilbert Simondon (n. 377, 2018), Niklas Luhmann (n. 383, 2019), Hannah Arendt (n. 386, 2020) ecc.
La rivista si presta puntualmente a trattare gli argomenti più attuali con articoli sull'astrattismo, sull'architettura e l'urbanistica, l'esistenzialismo, la dodecafonia e la musica elettronica, la psichiatria e la schizofrenia, oltre il marxismo e lo strutturalismo.
La rivista che, come si è detto, non ospita solamente studi di filosofia, è sempre risultata notevole per il saggismo letterario, tra i quali si ricordano gli interventi che riguardano la posizione ermetica di Carlo Bo, la critica psicanalitica di Giacomo Debenedetti e le idee fenomenologiche di Luciano Anceschi, oppure scegliendo come autori altamente significativi a cui dedicare un numero intero – è il caso per esempio di Proust (n. 193-194, 1983), Bernhard (n. 326, 2005), Pasolini (n. 345, 2010), Coetzee (n. 363, 2014), Calvino (n. 372, 2016).
Tra il 1974 e il 1976, la rivista, sotto la direzione di Pier Aldo Rovatti ha affrontato un impegnativo dibattito sul marxismo a livello nazionale e internazionale. Essa continua a distinguersi per la sua serietà e per gli argomenti trattati.
Oggi la rivista, pur nelle continue difficoltà economiche, è una delle riviste filosofiche di maggior prestigio nazionale.

## Articoli
La rivista ha ospitato (più o meno in ordine temporale) articoli di:
- filosofia: Nicola Abbagnano, Ludovico Geymonat, Giulio Preti, Ferruccio Masini, Giovanni Piana, Franco Bosio, Pier Aldo Rovatti, Salvatore Veca, Augusto Ponzio, Carlo Sini, Tito Perlini, Antonio Negri, Massimo Cacciari, Remo Bodei, Laura Boella, Rosella Prezzo, Gianni Vattimo, Giorgio Agamben, Fabio Polidori, Luisa Muraro, Vincenzo Vitiello, Ettore Perrella, Antonello Sciacchitano, Roberta De Monticelli, Davide Zoletto, Maurizio Ferraris, Edoardo Greblo, Adriana Cavarero, Franca D'Agostini, Damiano Cantone
- sociologia e psicologia: Franco Ferrarotti, Ferruccio Rossi-Landi, Paolo Rossi, Guido Morpurgo-Tagliabue, Franco Fornari, Giampiero Comolli, Amedeo Vigorelli, Alessandro Dal Lago, Umberto Galimberti, Mario Trevi
- letteratura: Aldo Borlenghi, Carlo Bo, Giansiro Ferrata, Claudio Gorlier, Fernanda Pivano, Elio Vittorini, Luciano Anceschi, Lanfranco Caretti, Enrico Falqui, Carlo Izzo, Roberto Sanesi, Vittorio Sereni, Edoardo Sanguineti, Giovanni Raboni, Fulvio Longobardi, Giorgio Barberi Squarotti, Renato Barilli, Marco Forti, Paolo Caruso, Franco Fortini, Franco Rella, Antonio Prete
- arte ed estetica: Edoardo Arslan, Gillo Dorfles, Giulio Carlo Argan, Dino Formaggio, Stefano Zecchi, Sergio Givone, Paolo Gambazzi

ma anche a volte di
- musica: Luigi Dallapiccola, Luigi Sommariva, Luigi Magnani, e sul
- mondo classico: Mario Vegetti, Jean-Pierre Vernant

Altri pensatori non italiani che hanno direttamente collaborato con la rivista sono Hans-Dieter Bahr, Jacques Derrida, Ágnes Heller, Michel Serres, Gayatri Chakravorty Spivak, Paul Veyne, Slavoj Žižek, Jean-Luc Nancy, François Jullien, Judith Butler, Georges Didi-Huberman o Peter Sloterdijk